# Charles de Gaulle
Charles André Joseph Marie de Gaulle (22. listopadu 1890 Lille – 9. listopadu 1970 Colombey-les-Deux-Églises) byl francouzský státník a voják. Jako důstojník z povolání sloužil v první světové válce, v meziválečném období se stal velitelem tankové divize a propagátorem mobilních obrněných sil. Během bitvy o Francii velel tankové divizi. Po kapitulaci Francie odešel do Anglie, kde založil a následně vedl hnutí Svobodné Francie, které pokračovalo v boji na straně Spojenců. Byl také hlavním představitelem francouzské exilové vlády. Po osvobození v roce 1944 se stal předsedou Prozatímní vlády Francouzské republiky, o dva roky později na tuto funkci pro politické neshody s parlamentní většinou rezignoval. Zůstal politicky aktivním a založil stranu Rassemblement du Peuple Français, kterou také vedl. Kromě toho se věnoval sepisování válečných pamětí. V době vrcholící alžírské krize a rozkladu čtvrté republiky se roku 1958 nechal Národním shromážděním povolat zpět do čela státu. Jím navržená a referendem schválená ústava dala vzniknout páté francouzské republice s posílenými pravomocemi a postavením prezidenta. Následně byl de Gaulle zvolen jako 18. prezident Francie. Ve své funkci prosadil udělení nezávislosti Alžírsku a později i dalším francouzským koloniím. Snažil se posílit mezinárodní postavení a nezávislost Francie, například vystoupením z vojenských struktur NATO a zahájením vlastního jaderného programu. Jeho pozicí otřásly studentské nepokoje v květnu 1968, přesto v následujících volbách zvítězil. Roku 1969 však splnil svůj slib a rezignoval v důsledku neúspěchu referenda o decentralizaci. Zemřel o rok později. 
K odkazu gaullismu se do současnosti hlásí řada francouzských politických uskupení. Díky přínosu pro záchranu Francie během Druhé světové války a v době vrcholící krize Čtvrté republiky je někdy označován za „muže, který dvakrát zachránil Francii“ nebo za největšího Francouze po Napoleonovi.

## Mládí
Narodil se jako třetí z pěti dětí hluboce katolicky věřícím rodičům Jeanne Maillotové a Henri de Gaullovi. Zůstal po celý svůj život praktikujícím katolíkem, který, jak připomíná jeho syn Philippe, učinil z víry stěžejní sílu svého života. Jeho otec (který se účastnil války s Pruskem v roce 1870) byl profesor filosofie, latiny, řečtiny, francouzštiny, matematiky a historie na jezuitské koleji v Paříži. Střední školu (Jezuitskou kolej Neposkvrněného početí) absolvoval roku 1908 a roku 1909 nastoupil na prestižní Vojenskou akademii Saint-Cyr, v roce 1912 ji ukončil v hodnosti podporučíka jako třináctý mezi 211 absolventy. Nejlepším absolventům Saint-Cyru je přiznáno právo vybrat si služební přidělení. Charles de Gaulle si vybral 33. pěší pluk v Arrasu, kde před nastoupením na Saint-Cyr prošel základní vojenskou službou.

### První světová válka

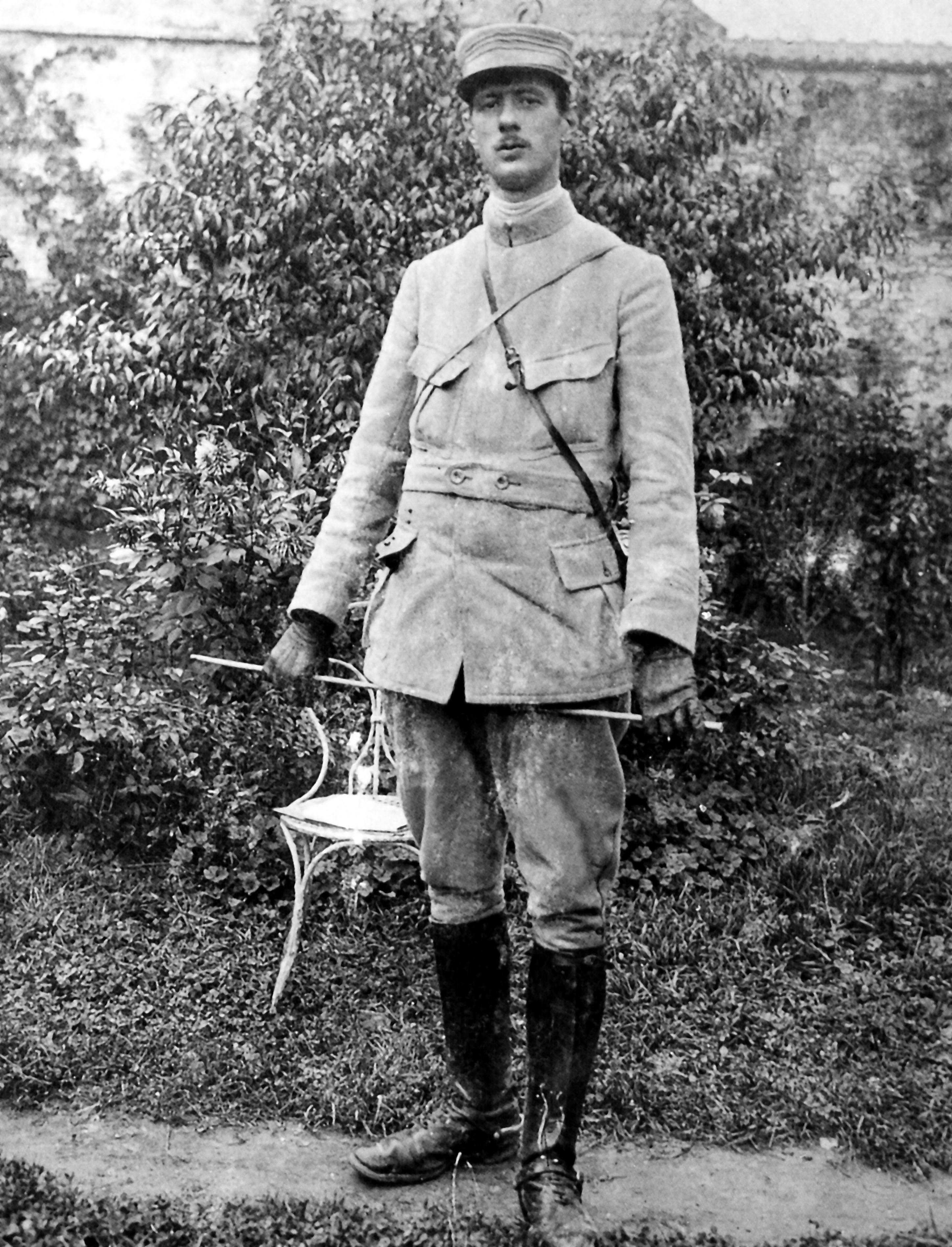
Kapitán de Gaulle v roce 1915

V srpnu 1914 vypukla první světová válka a poručík de Gaulle se jí účastnil od prvního dne. Byl dvakrát raněn, ale po uzdravení vždy spěchal zpět na frontu. Již jako kapitán odmítl na začátku roku 1916 stát se pobočníkem plukovníka Boudhorse a dal přednost velení rotě na frontové linii. Domníval se, že bude užitečnější na bitevním poli než v bezpečí štábu. V březnu 1916 byl u Douaumontu těžce raněn a v bezvědomí zajat Němci. Zajetí snášel těžce a nikdy se s osudem zajatce nesmířil – pokusil se pětkrát o útěk, ale jeho vysoká postava (měřil 197 cm) poutající všude pozornost jej vždy prozradila. (O jeden útěk se pokusil společně se slavným letcem Rollandem Garrosem, který jako první v roce 1913 přeletěl Středozemní moře.) Nakonec byl přemístěn do tábora pro nenapravitelné zajatce (pevnost IX) v bavorském Ingolstadtu. Zde se setkal a spřátelil s budoucím sovětským maršálem Tuchačevským. De Gaulle se ze zajetí vrátil na jaře 1919. Ve válce byl vyznamenán řádem Čestné legie, Válečným křížem a třikrát byl uveden v rozkaze, byl však pouhým kapitánem, zatímco jeho spolužáci (pokud válku přežili) se stali plukovníky a generály.

### Mezi válkami
Protože jako aristokrat a potomek severofrancouzské buržoazie byl silně protibolševický, přihlásil se v květnu 1919 v Sillé-le-Guillaume k výcviku 5. pluku polských myslivců. Po několika týdnech čekání na žáky se začal domnívat, že se nejedná o výcvik, ale sběr armády proti bolševikům. I v tom se mýlil, neboť využitím situace po první světové válce se Polsko rozhodlo obsadit ZULR. Po obsazení Haliče odešel do bývalé školy carské Imperiální stráže v Rembertówě u Varšavy, kde přednášel teorii taktiky. V červenci až srpnu se účastnil bojových akcí proti tzv. sovětskému Rusku a byl povýšen na majora polské armády (po návratu do Francie byl ovšem stále kapitán). Bojoval ve Volyni a u Varšavy jako velitel smíšeného pěšího a tankového oddílu. Za statečnost v boji byl uveden v rozkaze šéfa francouzské vojenské mise generála Weyganda.
Po návratu do Francie v roce 1920 působil na Saint-Cyru jako učitel vojenských dějin. V letech 1922–1924 studoval vysokou válečnou školu, kde vystupoval proti lekcím, které jeho instruktoři vyvodili z Velké války (připraví se terén, vojsko se zakope a čeká) a prosazoval vlastní pojetí (válka se vyhrává díky iniciativě, manévrování a velitelům, kteří se nebojí převzít odpovědnost). V roce 1924 byl převelen do štábu Rýnské armády, od roku 1925 byl pobočníkem maršála H. P. Pétaina. Od roku 1929 do roku 1932 byl důstojníkem francouzského sboru v Levantě, kde se zúčastnil potlačování vzpoury arabského obyvatelstva. Po návratu, od roku 1932 do 1937, byl už jako major přidělen do sekretariátu Nejvyšší rady národní obrany Francie (ministerstvo obrany). Později ve svých válečných pamětech napsal: Práce, které jsem musel vykonávat, mi odhalily rozsah našich prostředků, ale také neduživost státu. Podplukovník de Gaulle viděl rostoucí slabost Francie – téměř naprosté ochromení vlády v důsledku konstitučních slabin demokracie a parlamentních intrik, zastaralou, byrokratickou armádu, jejíž výcvik a doktríny se nevyvíjely od roku 1870 a ještě méně od roku 1918, a konečně generální štáb s jeho slepou vírou v obrannou strategii a ve spolehlivost opevnění. Na tuto situaci se snažil reagovat knihou Vers l'armée de métier (O válečném řemesle) z roku 1934, v níž navrhoval nahradit armádu založenou na branné povinnosti početně omezeným plně profesionálním sborem, plně motorizovaným a dostatečně vybaveným obrněnou technikou; zároveň v ní formuloval požadavky na moderní doktrínu vedení mobilní války. Tato kniha způsobila jeho značnou nepopularitu mezi francouzskou veřejností – levice profesionální armádu odmítala, protože by se mohla stát nástrojem pravicového státního převratu, pravice ji považovala za nepotřebnou, neboť věřila koncepci generálního štábu a střed znepokojovaly náklady, které by stála. Nejvážnější překážku pro přijetí de Gaullových myšlenek představoval generální štáb. Skládal se ze starších mužů, kteří se odvolávali na zkušenosti z Velké války s jejími souvislými frontami, bahnitými zákopy a pomalými pěšími ofenzívami za mohutného krytí dělostřelectvem. Koncepce podplukovníka de Gaulla nenalezly tedy ohlas na generálním štábu a neměly žádný vliv ani na veřejné mínění – knihy se ve Francii prodalo 700 výtisků. O to větší úspěch však měla v Německu, kde ji četl i tvůrce tankových vojsk Heinz Guderian. Koncem roku 1937 byl de Gaulle povýšen na plukovníka a stal se velitelem 507. tankového pluku. I poté pokračoval ve snaze modernizovat armádu – byl v kontaktu s některými politiky, kteří se snažili jeho vize prosadit v parlamentu (Paul Reynaud a další). Jako velitel tankového pluku získal přezdívku „plukovník Motor“. Pod jeho velením byli vojáci 507. pluku podrobeni tvrdému výcviku a pluk se stal vzorem.
V době Mnichovské krize vyjádřil nesouhlas s podepsáním Mnichovské dohody ze strany francouzské vlády.
| „ | Jakožto Francouz a voják jsem zdrcen hanbou z kapitulace bez boje, jíž se naše země právě dopustila. Kapitulujeme bez boje před nestydatými požadavky Němců a vydáváme Čechy, naše spojence, napospas společnému nepříteli… Francouzi povykují jako špačci, zatímco Němci vstupují na území, jehož hranice garantujeme… Vypijeme kalich hořkosti až do dna… | “ |

## Druhá světová válka

### Podivná válka a kapitulace Francie

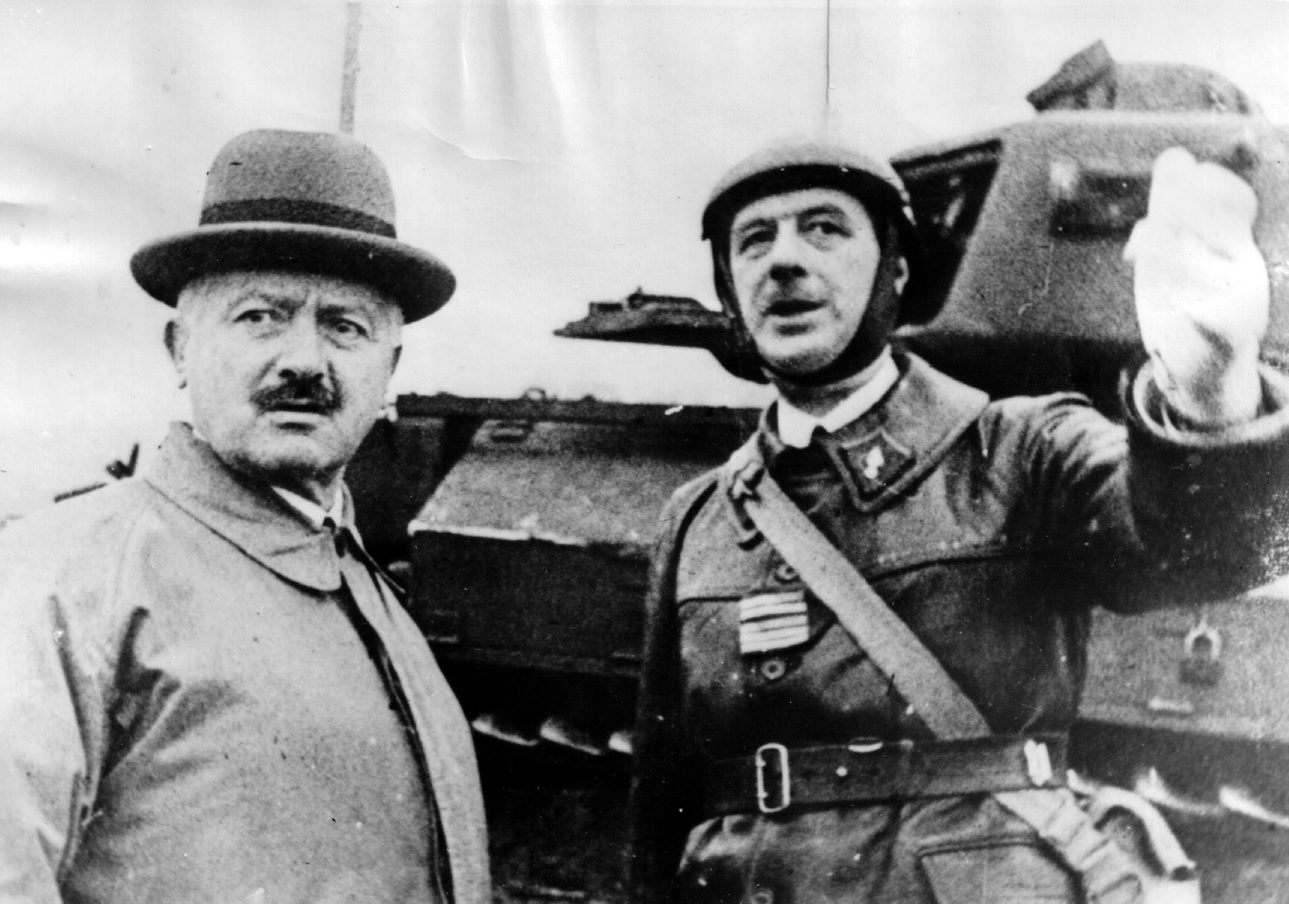
Plukovník De Gaulle a prezident Albert Lebrun v říjnu 1939

Na začátku druhé světové války se de Gaulle stal velitelem tankové brigády 5. francouzské armády v Alsasku. Ze svého nového působiště nepřestal upozorňovat na slabost francouzské armády. V lednu 1940 poslal memorandum osmdesáti nejvýznamnějším civilním a vojenským osobnostem, v němž opakoval své předchozí názory – nepřítel zaútočí mocnou obrněnou silou za podpory letectva a francouzská armáda bude poražena, pokud okamžitě neseskupí všechny své tanky do několika obrněných divizí, které budou schopny odrazit německou ofenzivu... Nikdo mu však nevěnoval pozornost. V lednu 1940 postavila Francie konečně jednu obrněnou divizi se 120 tanky vyrobenými ve 20. letech; podle de Gaulla jich měla mít 500, a to těch nejmodernějších. Dne 11. května 1940 byl – stále ještě jako plukovník – jmenován velitelem 4. tankové divize, která se však teprve formovala z různých rozptýlených jednotek a nováčků. Jeho divize byla 17. května 1940 nasazena v oblasti Laonu s úkolem co nejdéle zadržovat nepřítele, aby mohla 6. francouzská armáda vytvořit obrannou linii v cestě na Paříž (v té době už 1., 2. a 3. francouzská tanková divize neexistovaly, byly zničeny v bojích u Rethelu, Saint-Quentinu a Charleroi).
De Gaulle v duchu svých myšlenek znal jen jediný způsob obrany tankových vojsk – útok. Dne 17. května 1940 tedy zahájil útok směrem Moncornet. Měl pouhých 150 tanků, většinou v záběhu, s osádkami tvořenými nováčky. Neměl radiostanice ani rezervní benzín, leteckou ani dělostřeleckou podporu a pouze jeden prapor pěchoty. Přesto po zahájení útoku postoupil 20 km k řece Sarre, k jejímuž překonání mu však chybělo dělostřelectvo a pěchota. Pod údery německého letectva a dělostřelectva se musel stáhnout, nicméně úkol byl splněn, neboť 6. armáda stačila zaujmout obranné pozice. Generál Heinz Guderian o tomto napsal: Věděli jsme o přítomnosti 4. tankové divize de Gaulla, jehož aktivitu jsme pociťovali již od 16. května… De Gaulle se boji nevyhýbal a několika tanky se 19. května probojoval na vzdálenosti 1,5 km od mého velitelského stanoviště… a já jsem strávil pár krušných hodin nejistoty, než hroziví návštěvníci změnili směr.
De Gaullovy bojové operace u Laonu přirozeně nemohly mít velký vliv na vývoj událostí. Dosáhnout více však bylo za daných okolností nemožné. Po ústupu od Laonu se 4. divize vydala 22. května za západ, za pět dní urazila 180 km a zaujala postavení na jihovýchod od města Abbeville na řece Sommně. De Gaulle dostal rozkaz zlikvidovat soustředění německé armády u Abbevillu. Dne 27. května v 18.00 hod. vyrazila 4. divize se 140 tanky a šesti pěšími prapory do útoku. Němci ustoupili a 28. května ráno byl de Gaulle povýšen na brigádního generála a opět vedl osobně divizi do útoku. Z pravého břehu řeky Sommy vedlo nepřátelské dělostřelectvo těžkou palbu a jeho tanky byly bombardovány Luftwaffe. V bojích 28. května ztratil de Gaulle 40 tanků a několik set mužů, postoupil však o dalších 5 km k Abbevillu. Ráno 29. května ve 4.00 hod. znovu obnovil útok a zatlačil Němce k řece Sommě. Na zničení nepřítele však už neměl síly, zbylo mu 34 tanků, žádné palivo a armáda neměla zálohy, které by jej podpořily, nezbývalo tedy než útok zastavit.
Dne 6. června 1940 byl odvolán od bojující armády a předseda vlády Paul Reynaud jej jmenoval státním podtajemníkem Národní obrany a tím skončila kariéra vojáka a z de Gaulla se stal politik a hned večer se ujal své nové funkce. Věděl, že válka v Evropě je pro Francii prohraná, neboť francouzské tankové divize byly rozbity, nejlepší armádní divize byly obklíčeny u Dunkerque a i když byly částečně evakuovány do Británie, ztratily veškerou výzbroj a proti zbývajícím divizím měli Němci převahu 2 : 1, ale kapitulace pro něj byla nepřijatelná, proto vypracoval plán postupného ústupu a přesunutí armády do kolonií v severní Africe, odkud chtěl dále pokračovat v boji. O tomto přesvědčil i předsedu vlády Reynauda, který však byl slabý a váhavý. Reynaud byl postupně ovlivněn Petainem, Lavalem, Weygandem, svojí milenkou Madame de Portes a dalšími a vedl Francii ke kapitulaci. Tito lidé byli přesvědčeni, že válka je prohraná a další odpor pouze zvýší ztráty a utrpení národa, přičemž nevěřili, že by Británie byla schopna pokračovat v boji (i když byl britský Expediční sbor evakuován z Dunkerque, ztratil veškerou výzbroj a Britové neměli nic, čím by svoje vojáky znovu vyzbrojili). Navíc řada z nich byl značně anglofobní (jako velitel loďstva admirál François Darlan) a viděli budoucnost Francie ve spojení s Německou říší. Na zasedání vlády 16. června 1940 se její předseda Paul Reynaud, ovlivněn de Gaullem, naposledy pokusil vzchopit a vyburcovat vládu k odporu, když se mu to nepodařilo, tak podal demisi. Ještě téhož dne ve 22.00 hod. pověřil prezident Albert Lebrun sestavením nové vlády maršála Pétaina. O necelé tři hodiny později předal Pétain španělskému velvyslanci nótu, určenou Berlínu: žádal v ní Německo o sdělení podmínek příměří...
Dne 17. června 1940 v 10.00 hodin de Gaulle odletěl do Londýna, aby pokračoval v boji. Nad kanálem La Manche ho dostihl radiový vzkaz, že v jeho vlasti na něj byl vydán zatykač.

### Svobodná Francie

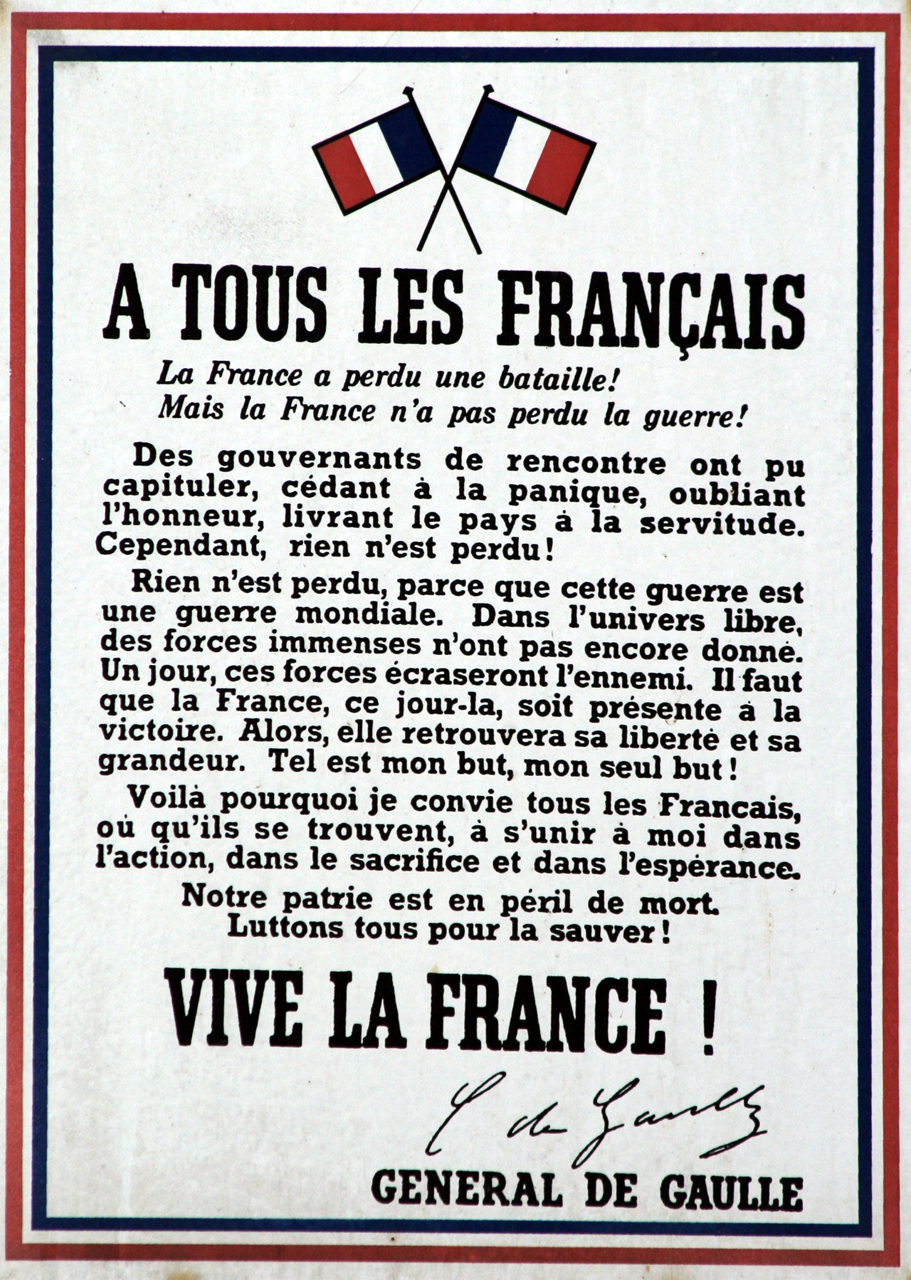
Všem Francouzům!, De Gaullova výzva z 18. června 1940

De Gaulle následoval hlasu svého svědomí; od svého mládí zastával názor, že „smyslem života je vykonat ve jménu Francie veliký čin“. Věřil, že přijde den, kdy se mu taková příležitost naskytne, a této příležitosti se dočkal v padesátém roce svého života. Byl jediným francouzským generálem, jediným členem poslední zákonné vlády, který otevřeně a odhodlaně pokračoval v boji. Dne 18. června 1940 pronesl v BBC výzvu Francouzům, aby pokračovali v boji:
| „ | Vojenští velitelé, kteří stojí po dlouhá léta v čele francouzské armády, vytvořili vládu. S poukazem na porážku našich vojsk vstoupila tato vláda ve styk s nepřítelem, aby zastavila boj… Ale bylo tím řečeno poslední slovo? Je třeba se vzdát naděje? Utrpěli jsme snad definitivní porážku? Nikoli! Francie není osamocena! Tato válka není omezena na nešťastné území naší země. Tuto válku nerozhoduje bitva o Francii. Tato válka je válka světová. I když jsme byli nyní rozdrcení tankovými silami, budeme moci zvítězit v budoucnu silou, která bude ještě větší… Já, generál de Gaulle, v současné chvíli v Londýně, vyzývám francouzské důstojníky a vojáky, letce a námořníky, vyzývám francouzské inženýry a specializované dělníky zbrojních závodů, ať jste kdekoliv, připojte se k těm, kdo chtějí bojovat. Jednoho dne, to vám slibuji, naše spojené síly, francouzská armáda, mechanizovaná a pozemní vojsko, letectvo a námořnictvo spolu s našimi spojenci vrátí svobodu světu a velikost vlasti. | “ |
| — | |   |

V Londýně generál začal budovat hnutí Svobodných Francouzů, jehož symbolem se stal dvouramenný lotrinský kříž. V prvních dnech měl de Gaulle po svém boku pouze svého pobočníka poručíka Courcela a k dispozici jen krajně omezenou zásobu anglických slov. Podporoval jej pouze Winston Churchill, ale pouze do té míry, v jaké považoval de Gaulla za užitečného při úsilí dosáhnout politických cílů britské vlády.

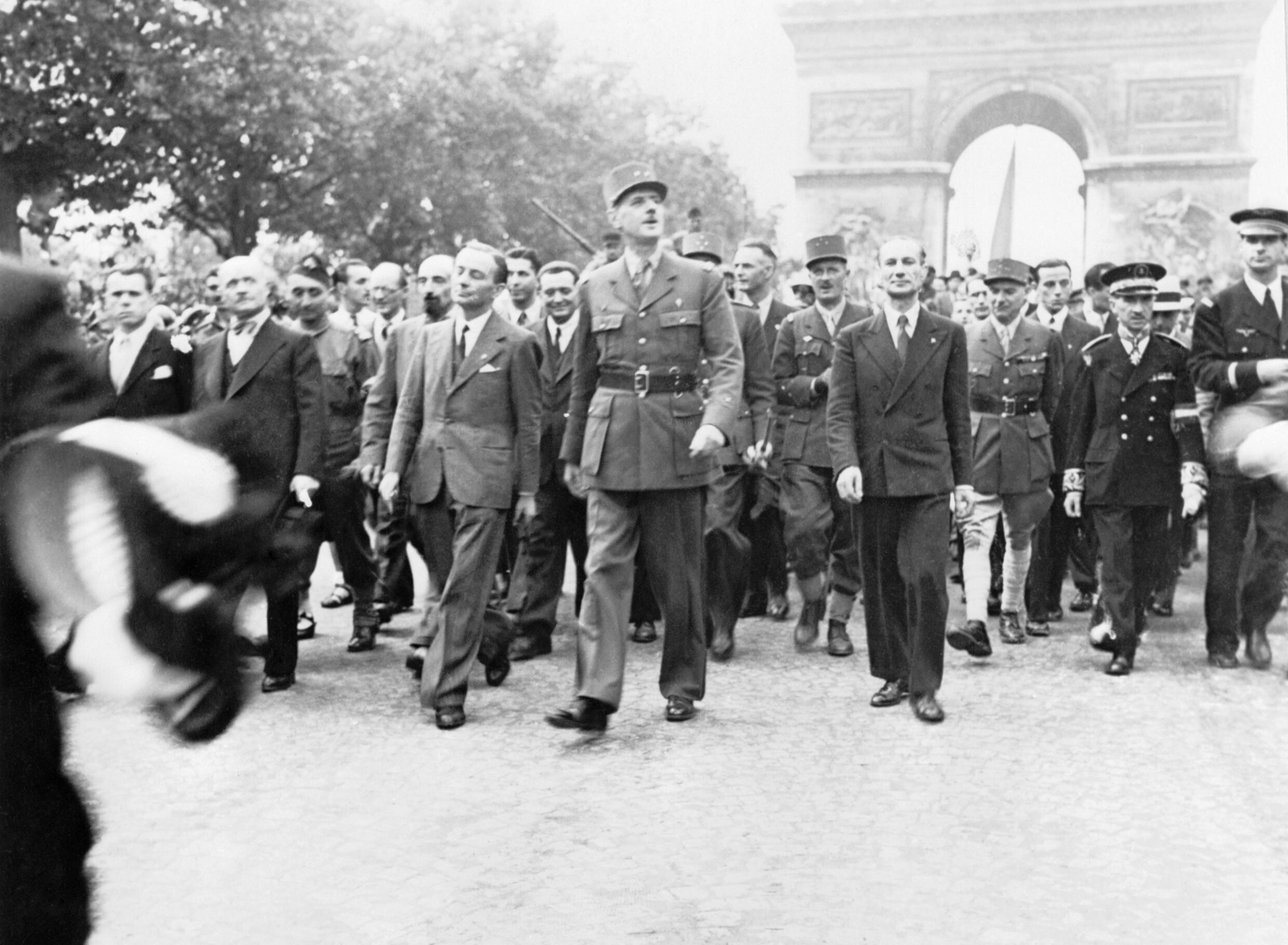
Generál De Gaulle prochází po Champs-Élysées v osvobozené Paříži

Dne 19. 6. 1940 za ním přijela paní de Gaullová s dětmi. Podařilo se jim odplout z Brestu posledním britským parníkem. Syn Philippe byl brzy přijat do námořní školy a později sloužil ve válečném námořnictvu. Dcera Élisabeth navštěvovala kurs zdravotních sester, druhá dcera Anna měla Downův syndrom a zanedlouho zemřela. Společenský život pro de Gaulla neexistoval, nevyhledával žádné rozptýlení, nenavštěvoval ani divadla, ani kluby apod. Kromě kontaktů, které byly pro jeho práci nezbytné, nenavazoval žádné další styky a žil uzavřeným životem. Jeho matka zůstala ve Francii. Žila v Bretani u jeho staršího bratra Xaviera, který zde velel ochraně skladů. Když Xavier padl do německého zajetí, zůstala u matky své snachy, Geneviève de Gaulle, kterou Němci později poslali do koncentračního tábora v Ravensbrücku. O tom, že syn pronesl 18. června rozhlasovou výzvu, se jeho matka, dozvěděla od vesnického faráře, který poslouchal BBC. Stařenka k tomu poznamenala: „Tak to má být, poznávám v tom Charlese, je to přesně to, co musí udělat.“ Matka zemřela 16. července 1940 a brzy na to de Gaulle dostal od hnutí odporu fotografii jejího hrobu pokrytého květinami.
Vedle mnohatisícové armády v Británii a v koloniích se mu prostřednictvím legendárního odbojáře Jeana Moulina podařilo sjednotit podzemní skupiny do Národní rady odboje čítající kolem sta tisíc lidí. On sám zastával názor, že jeho hnutí, od roku 1942 nazývané Bojující Francie, je reprezentantem Francie. 3. srpna 1943 založil generál de Gaulle společně s generálem Henri Giraudem v Alžíru Francouzský výbor pro národní osvobození, který se stal reprezentantem Svobodných Francouzů. V čele výboru společně stanuli Charles de Gaulle a Henri Giraud. V dubnu 1944 Giraud ztratil politickou podporu a rezignoval na funkci. De Gaulle tak zůstal ve vedení výboru sám. Tři dny před vyloděním v Normandii byla 3. června 1944 oficiálně založena prozatímní vláda Francouzské republiky, jako nástupce Francouzského výboru pro národní osvobození (tedy rok po jeho založení). Hlavou prozatímní vlády se stal právě de Gaulle.
Dne 25. srpna 1944 triumfálně vstoupil do Paříže i přes palbu nepřátelských ostřelovačů a převzal politickou moc. Ozbrojenému doprovodu, který jej toho dne chránil, velel důstojník československé armády Ivan Matoušek. V listopadu 1944 byla prozatímní vláda uznána Spojenci jako legitimní vláda Francie. Díky zdatné zahraniční politice se de Gaullovi podařilo znovu vyzbrojit armádu, získat německou okupační zónu a pro Francii místo stálého člena Rady bezpečnosti OSN.

## Poválečné období
Po osvobození Francie zůstal v čele prozatímní vlády. První poválečné parlamentní volby se konaly v říjnu 1945. Většinu hlasů voličů získala trojice stran: francouzští komunisté (PCF), socialisté (SFIO) a křesťanští demokraté (MRP). Společně s volbami se konalo referendum ve kterém se drtivá většina Francouzů vyslovila pro zrušení Třetí republiky a vypracování nové ústavy pro poválečnou Francii, a zmocnila vládu ke správě země do jejího přijetí. Z nového parlamentu se tak stalo i ústavodárné shromáždění. To v listopadu potvrdilo de Gaulla ve funkci předsedy vlády. V této pozici odmítal přidělit komunistům jako formálně nejsilnější straně významné posty ve vládě. Pro pohrozil rezignací, kterou vzal zpět po dohodnutí kompromisu v rámci kterého obsadili komunisté silově méně významné posty ve vládě. Během de Gaullovi vlády došlo k přijetí správních a socialistických ekonomických reforem, které vedly k zavedení francouzského sociálního státu (došlo k znárodnění mnoha velkých společností).

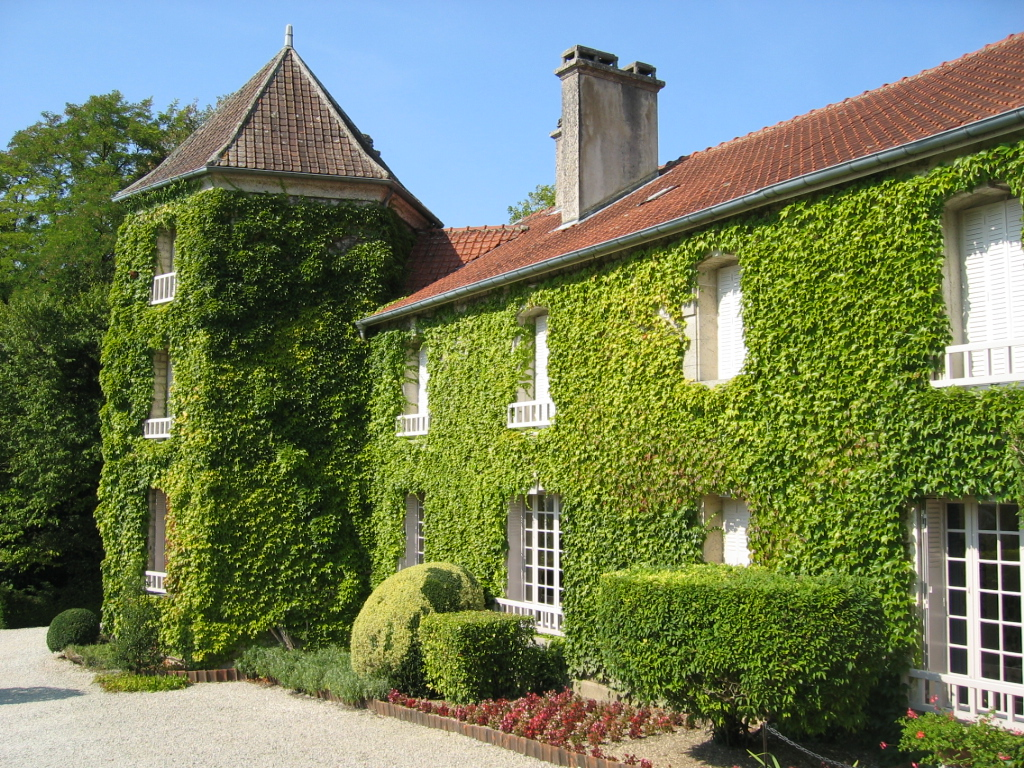
La Boisserie, De Gaullovo sídlo v Colombey-les-Deux-Églises

De Gaulle nesouhlasil s návrhem nové ústavy pro tzv. Čtvrtou republiku. Nelíbila se mu přílišná moc parlamentu a v něm zastoupených politických stran a naopak slabá pozice vlády a prezidenta republiky. Navrhoval politický režim se silným postavením prezidenta, který dle něj přinášel větší stabilitu oproti dosavadnímu parlamentnímu režimu, který preferovala trojice nejsilnějších stran. Pro tyto i další neshody s parlamentní většinou podal již 20. ledna 1946 nečekaně další rezignaci. Zřejmě očekával vlnu veřejné podpory, která se nedostavila. Jeho nástupcem ve funkci se stal socialista Félix Gouin. Po prvním neúspěšném referendu v květnu 1946, kdy byl vypracovaný návrh ústavy zamítnut byly na následující měsíc vyhlášeny nové parlamentní volby. Novým parlamentem upravený, ale stále silně parlamentní režim byl voliči těsně schválen v referendu na podzim 1946.
V roce 1947 de Gaulle založil politické hnutí Sdružení francouzského lidu (RPF), které ale ve volbách nezvítězilo a jeho vůdce odešel do politického ústraní na své sídlo do Colombey-les-Deux-Églises, kde se mj. věnoval sepisování Válečných pamětí (Mémoires de Guerre). 

### Politický návrat
Poválečná francouzská politika vykazovala velkou nestabilitu. K tomu přispíval i silně parlamentní režim vlády v kombinaci s poměrným volebním systémem (a čistě ceremoniálním prezidentem), jemuž byla vlastní vládní nestabilita a časté výměny vlád (od ledna 1947 do června 1958 se ve Francii vystřídalo 16 premiérů a 20 vlád, prezidenta v roce 1954 byl parlament schopen zvolit až ve 13. kole voleb). Dalším problémem pro politickou reprezentaci Čtvrté republiky představovaly problémy v koloniích (zejména v Indočíně a Alžíru). Francii se nedařilo ukončit konflikt v Alžírsku, které formálně nebylo kolonií ale přímo součástí Francie, od které se obyvatelé chtěli odtrhnout. V roce 1958 došlo ve Francii k několikaměsíčnímu bezvládí. Toho chtěli využít nespokojení důstojníci armády, kteří plánovali vojenský převrat v Alžíru spojený s nastolením francouzské vlády silné ruky místo slabého parlamentního systému Čtvrté republiky. Pučisté čekali na vhodnou příležitost, tou měl být další neúspěšný pokus o získání vládní důvěry v Národním shromáždění. V Alžíru vyhlásili vznik "Výboru veřejného blaha", který byl složen z vojáků a místních civilistů, a to vše ještě před hlasováním. Tato informace vyvolala ve Francii takové zděšení, že byla v květnu zcela neočekávaně velkou většinou zvolena nová vláda vedená premiérem Pierrem Pflimlinem. Ta se i přes podporu parlamentu neodvážila proti pučistům zakročit, protože neměla jistou podporu u armádního velení. 
Proto pod hrozbou rezignace vyzval prezident René Coty, aby parlament potvrdil do funkce premiéra generála Charlese de Gaulla a zachránil tím Francii od hrozby občanské války. Ten byl 1. června 1958 zvolen předsedou vlády a ujmul se funkce pod podmínkou, že získá na 6 měsíců mimořádné pravomoci vládnout pomocí dekretů a že bude vypracován a referendu lidu ke schválení předložen návrh nové Ústavy dávající silnější postavení prezidentovi (jako navrhoval již po válce) včetně pravomoci vyhlašovat referenda, a také nahrazení poměrného volebního systému do Národního shromáždění dvoukolovým většinovým systémem. Nová vláda z řad parlamentních předáků i mimoparlamentních odborníků obdržela mimořádné plné moci k řešení krize. Nová Ústava, zavádějící nový ústavní režim tzv. Páté francouzské republiky, pro který se vžilo označení poloprezidentský, byla referendem schválena v září 1958. V listopadu se již podle nové ústavy konaly nové volby do Národního shromáždění. V nepřímých volbách v prosinci téhož roku byl sborem volitelů Charles de Gaulle zvolen prezidentem republiky.

### Prezidentství

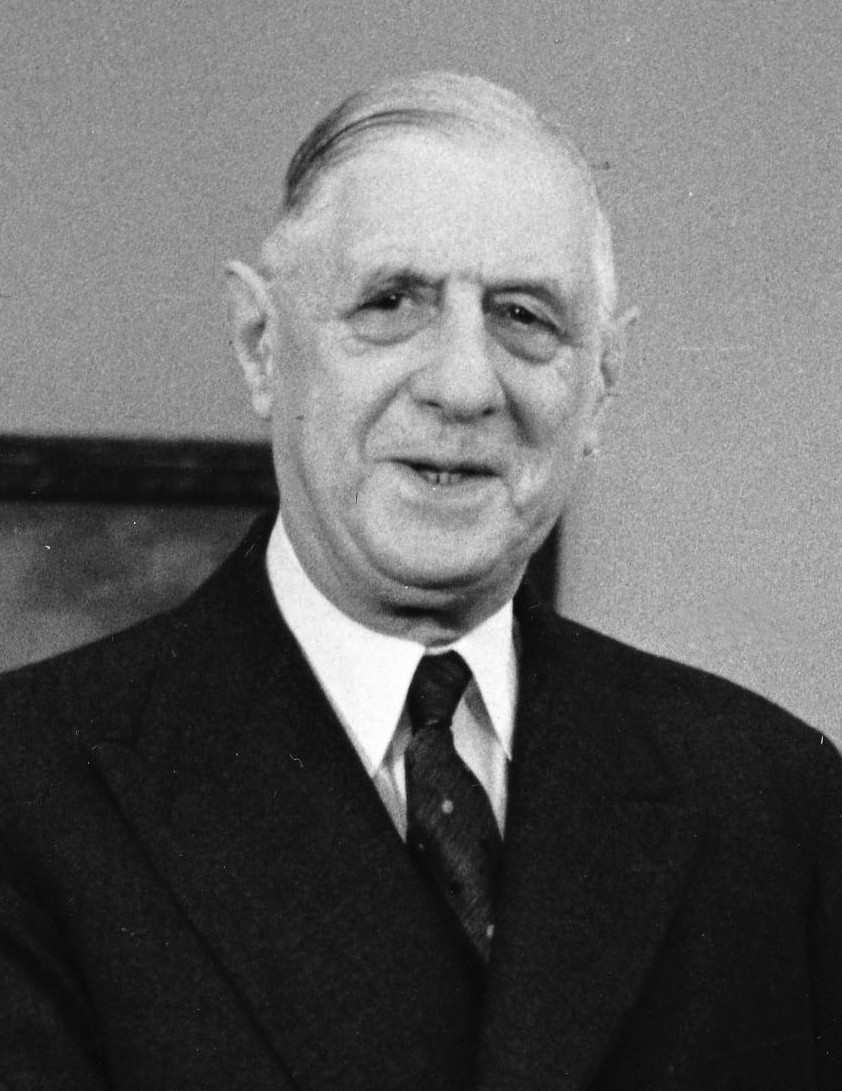
De Gaulle v roce 1963

Jako prezident se snažil o posílení mezinárodního postavení Francie a nezávislé zahraniční politiky (politika francouzské velkoleposti, fr. grandeur). Již před návratem do politiky byl zastáncem samostatného francouzského jaderného programu, který byl zahájen v průběhu 50. let. Krátce po nástupu do úřadu prezidenta odsouhlasil test první francouzské atomové zbraně na jihu Alžírska. Francie se tak stala čtvrtou jadernou mocností po USA, SSSR a Velké Británii.  
Dost nepřátel si udělal v otázce Alžírska. Na leden 1961 vyhlásil referendum, ve kterém byl občany 75 % hlasů schválen souhlas s jednáním vlády o osamostatnění Alžírska. O tři měsíce později potlačil puč vojenských důstojníků, kteří se nechtěli smířit s tím, že Alžírsko již nebude součástí Francie. V reakci na to vytvořila radikální opozice Organizaci tajné armády (OAS), jejímž cílem se stala destabilizace Francie a atentát na de Gaulla. Poté přežil několik vážných atentátů, nejčastěji se jednalo o nastražené výbušniny při jeho trase. Za dobu, kdy vykonával úřad, se stal terčem 30 pokusů o atentát. Nejvážnějším útok se odehrál 22. srpna 1962 v obci Petit-Clamart na předměstí Paříže, kdy během prezidentovi cesty do Colombey-les-Deux-Églises zahájil Jean-Marie Bastien-Thiry (OAS) palbu z kulometů v zaparkované dodávce na projíždějící prezidentský Citroën DS. Všechny atentáty přežil díky svým ochráncům, svému štěstí i díky zpravodajské službě. V mnoha případech mu život zachránil vůz, který používal. Jednalo se o značku Citroën DS, který díky odpružení Hydractive dokázal jet i s prostřelenými gumami. De Gaulle byl snadným terčem útoků i kvůli své výšce (měřil 196 cm). Tyto útoky se staly námětem pro knihu Den pro Šakala (Day of The Jackal) z roku 1971 a film Šakal z roku 1973. V roce 2004 byl natočen americký televizní hraný snímek Generál Eisenhower: Velitel invaze, ve kterém se také vyskytuje jeho postava.  
Na duben 1962 vyhlásil referendum, ve kterém byly drtivou většinou 90 % hlasujících schváleny Évianské dohody z března mezi vládou Francie a zástupců Alžířanů požadujících samostatnost, dle kterých mělo Alžírsko získat samostatnost do konce roku 1962. Pro nesouhlas s těmito dohodami rezignoval gaullistický premiér Michel Debré a prezident na jeho místo jmenoval Georgese Pompidou. V září 1962 pak bylo na návrh vlády vyhlášeno referendum o zavedení přímé volby prezidenta (faktická se jednalo o iniciativu samotného prezidenta de Gaulla). Kvůli tomu Pompidouova vláda čelila silné kritice pro spornou otázku ústavnosti takového kroku a byla jí parlamentem vyjádřena nedůvěra a byla tak nucena podat demisi. Prezident de Gaulle se rozhodl rozpustit parlament a vyhlásit předčasné volby, a také znovu jmenoval Pompidoua premiérem. Po výhře ve volbách a díky volebnímu systému získali gaullisté pohodlnou většinu křesel. V referendu pak bylo občany schváleno zavedení přímé volby prezidenta. Touto změnou získal francouzský poloprezidentský ústavní systém konečnou podobu. Ve všeobecných a přímých prezidentských volbách v roce 1965 de Gaulle v prvním i druhém kole voleb porazil kandidáta levice Françoise Mitterranda a byl znovuzvolen prezidentem.
Prezident de Gaulle usiloval také o evropskou integraci, při zachování suverenity národních států. V červenci 1962 se u příležitosti státní návštěvy Francie setkal s německým kancléřem Konrádem Adenauerem. Koncem ledna 1963 se oba politici sešli v prezidentském Elysejském paláci a podepsali Elysejskou smlouvu jako projev francouzsko-německého usmíření. Naopak v roce 1963 zmařil Charles de Gaulle svým vetem vyjednávání o přistoupení Spojeného království k Evropskému hospodářskému společenství. V roce 1966 také jeho přičiněním Francie vystoupila z vojenských struktur NATO.
V roce 1964 došlo k navázání diplomatických vztahů s Čínskou lidovou republikou. Během oficiální návštěvy v SSSR v roce 1966 si vyžádal znovuotevření katolického chrámu Matky Boží Lurdské v tehdejším Leningradě, který byl čtvrt století uzavřen, a účastnil se zde spolu s manželkou nedělní mše svaté na podporu katolické komunity pod sovětským jhem. Během de Gaullova prezidentství zaujala Francie proarabskou politiku a během Šestidenní války Izraele a jeho arabských sousedů vyhlásila proti Izraeli zbrojní embargo. 
V červenci 1967 vyvolal mezinárodní incident, když během oficiální návštěvy Kanady u příležitosti Světové výstavy 1967, na balkónu Montréalské radnice zvolal: „Vive le Québec libre! Vive le Canada français! Et vive la France!“ (Ať žije svobodný Quebec! Ať žije francouzská Kanada! Ať žije Francie!). 
Parlamentní volby v roce 1967 ukázaly pokles oblíbenosti a voličské přízně pro prezidenta a jeho vládu, kdy si gaullisté jen těsně zachovali většinu. Největším otřesem jeho autority se ovšem staly studentské nepokoje během pařížského května 1968, kdy už to vypadalo, že odstoupí. Bez vědomí předsedy vlády odjel 29. května do německého Baden-Badenu, kde plánoval nasazení armády. Avšak po svém návratu 30. května souhlasil s některými návrhy protestujících a na návrh předsedy vlády rozpustil Národní shromáždění a vypsal předčasné volby. Ty jeho strana pod vedením premiéra Pompidou drtivě vyhrála a získala absolutní většinu mandátů (částečně díky volebnímu systému a nejednotě levicové opozice). V průběhu svého druhého prezidentského období, zejména po událostech z května 1968, se postupně odcizil se svým dlouholetým premiérem Georgesem Pompidou, který se po vyhraných volbách rozhodl nepokračovat ve funkci a rezignoval. De Gaulle jej nahradil dosavadním ministrem zahraničí a strůjcem Elysejských dohod Maurice Couve de Murvillem.
Po vpádu vojsk států Varšavské smlouvy do Československa v roce 1968 vyjádřil svůj nesouhlas s násilným potlačením Pražského jara.
Pro politický přístup prezidenta de Gaulla a jeho příznivců se vžilo označení gaullismus. 

### Odchod

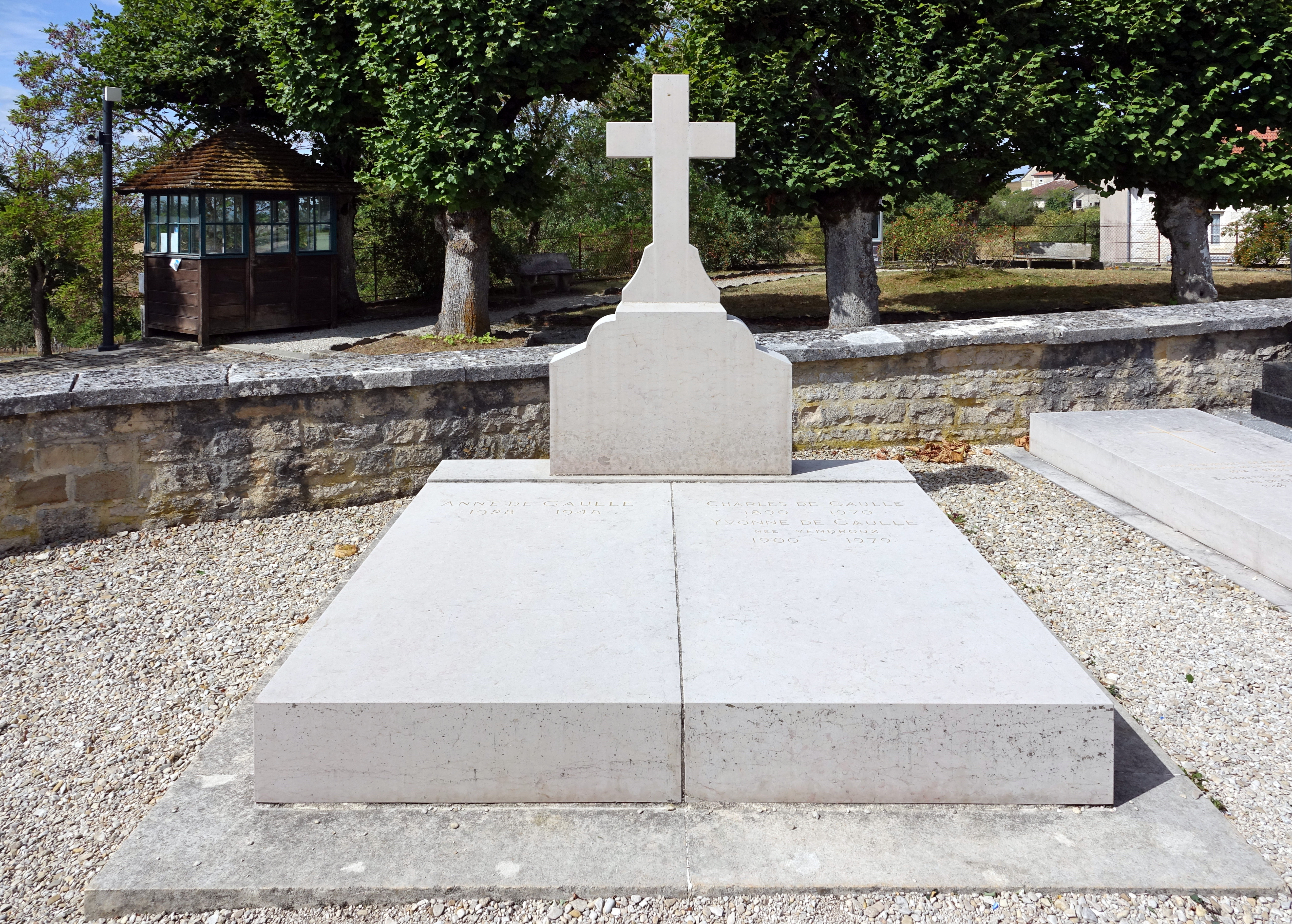
Hrob Chalese de Gaulla

Abdikoval v roce 1969 po oznámení odmítavého výsledku referenda o přesunu některých kompetencí na samosprávné regiony (které měly být vytvořeny) a o transformaci Senátu, jelikož předtím setrvání ve funkci prezidenta spojil s přijetím těchto reforem. Jeho nástupcem byl v prezidentských volbách zvolen jeho dlouholetý premiér Georges Pompidou.
De Gaulle zemřel 9. listopadu 1970, dva týdny před svými osmdesátými narozeninami. Zemřel přirozenou smrtí (příčinou byla výduť břišní aorty, což je stav, kdy se tlustá elastická stěna aorty vyboulí a vznikne vak naplněný krví).
V závěti sepsané již v roce 1952 osvoboditel Francie uvádí, že odmítá státní pohřeb a chce být pochován v Colombey-les-Deux-Églises vedle nejmilejší dcery Aničky postižené Downovým syndromem, která zemřela ve dvaceti letech na zápal plic. A tak se skutečně stalo. Jeho rakev ozdobená křížem byla nesena na hřbitov bez hudby a fanfár, protože, jak to vysvětluje syn Philippe, pro tatínka je liturgie římského obřadu dostatečnou krásou k uctění křesťana, pro kterého je jeho smrt triumfem.

## Rodina
Dne 7. dubna 1921 se v Église Notre-Dame de Calais oženil s Yvonne Vendroux (1900–1979). Pár měl společně syna a dvě dcery:
- Philippe (1921–2024)
- Élisabeth (1924–2013)
- Anne (1928–1948)

Vnuci Charles a Jean de Gaullovi, byli také aktivní v politice. Charles byl v letech 1994 až 2004 poslancem evropského parlamentu (nejdříve za Hnutí pro Francii, poté za Národní frontu). Jean byl poslancem francouzského parlamentu za stranu UMP v letech 1993 až 2007. Byl také starostou obce Thénezay.

## Dílo
- La Discorde Chez l'Ennemi (1924)
- Histoire des Troupes du Levant (1931)
- Le Fil de l'Épée (1932)
- Vers l'Armée de Métier (1934)
- La France et son Armée (1938)
- Trois Études (1945)
- Mémoires de Guerre (Válečné paměti)
  - 1. svazek – L'Appel 1940–1942 (1954)
  - 2. svazek – L'Unité, 1942–1944 (1956)
  - 3. svazek – Le Salut, 1944–1946 (1959)
- Mémoires d'Espoir
  - 1. svazek – Le Renouveau 1958–1962 (1970)
- Discours et Messages
  - 1. svazek – Pendant la Guerre 1940–1946 (1970)
  - 2. svazek – Dans l'attente 1946–1958 (1970)
  - 3. svazek – Avec le Renouveau 1958–1962 (1970)
  - 4. svazek – Pour l'Effort 1962–1965 (1970)
  - 5. svazek – Vers le Terme 1966–1969

## Zajímavost
Ohromný vliv na generála Charlese de Gaulla měla filozofie Henriho Bergsona. O tom píše sám de Gaulle ve svých vzpomínkách. Nikolaj Molčanov, který se osobně znal s Charlesem de Gaullem, poznamenává:
Seznámení s Bergsonem pomohlo Charlesi de Gaullovi prohloubit některé výrazné rysy jeho myšlení. [...] V duchu svého ideového učitele odmítá zkostnatělnost a rutinu ve vojenské taktice, zdůrazňuje význam empirismu, intuice a pružného myšlení. 
 Nikolaj Nikolajevič Molčanov, Generál de Gaulle, s. 21–22
Jestli Ferdinanda Focha inspirovala idea „životního elánu“, pak de Gaulle převzal z Bergsonova učení ideje intuice a tvořivosti a celý svůj život se jimi řídil a opíral se o ně, když přijímal politická a vojenská rozhodnutí.